# Pseudorana sangzhiensis
Espèce
Synonymes
- Rana sangzhiensis Shen, 1986

Statut de conservation UICN

 LC  : Préoccupation mineure
Pseudorana sangzhiensis est une espèce d'amphibiens de la famille des Ranidae.

## Répartition
Cette espèce est endémique du xian de Sangzhi dans la province du Hunan en République populaire de Chine.

## Étymologie
Son nom d'espèce, composé de sangzhi et du suffixe latin -ensis, « qui vit dans, qui habite », lui a été donné en référence au lieu de sa découverte, le xian de Sangzhi.

## Publication originale
- Shen, 1986 : A new ranid species (Rana sangzhiensis) from Hunan. Acta Herpetologica Sinica, New Series, vol. 5, no 4, p. 290-294.